# Kolej Rigiblick

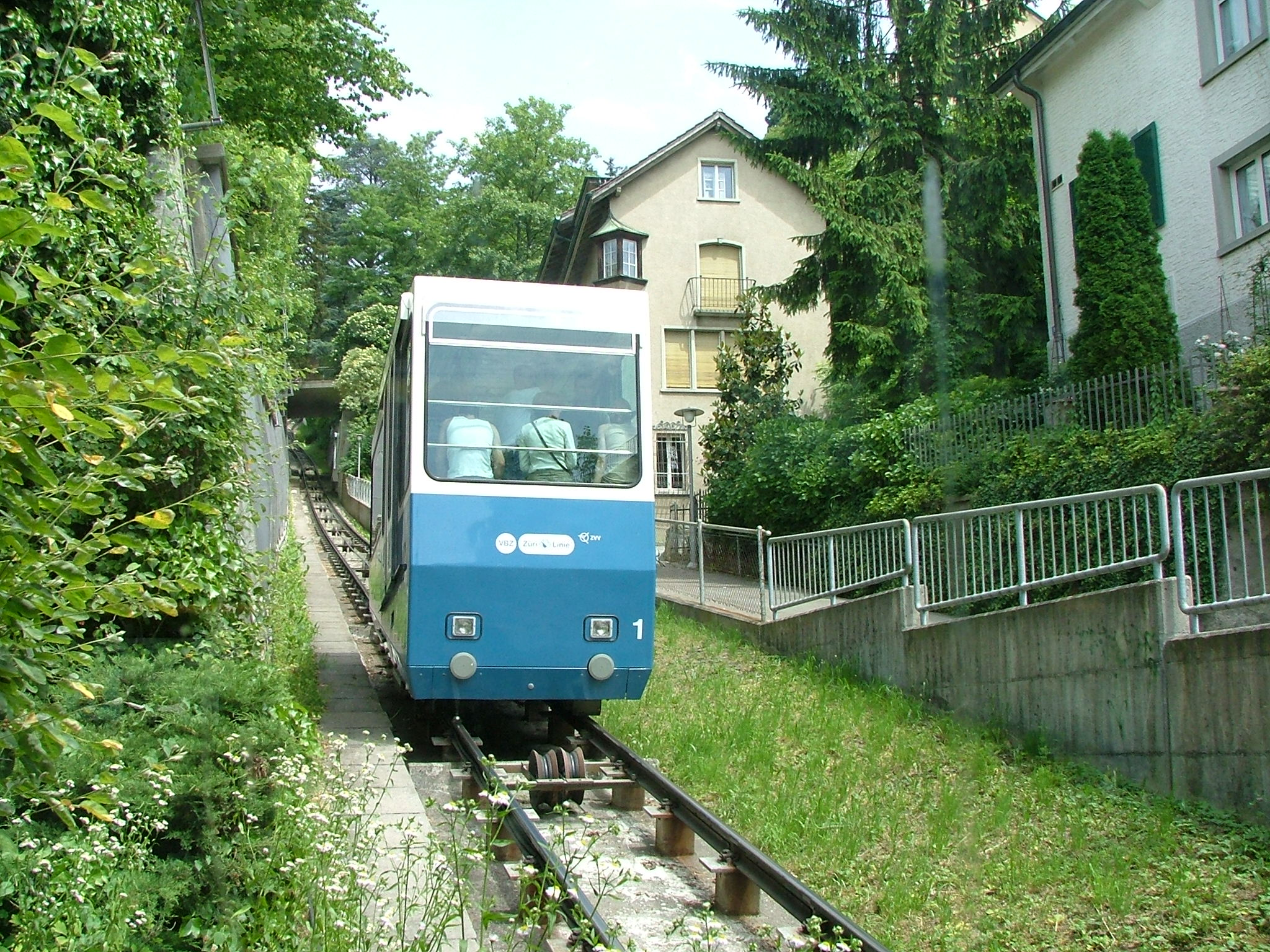
Dolna część trasy

Kolej Rigiblick – kolej linowo-terenowa, znajdująca się w Zurychu i łącząca przystanek tramwajowy przy Universitätstrasse (linie 9 i 10) z górną stacją na Zürichberg, a konkretnie z jej ramieniem - Rigiblick).

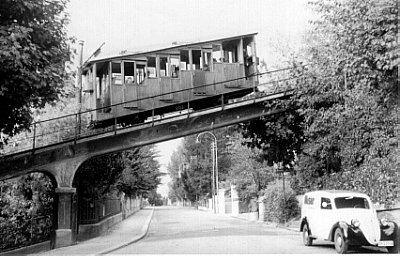
Stary tabor (1940)

Kolej o rozstawie szyn 1000 mm ma długość 393 metry, przewyższenie 94 metry i nachylenie trasy 390‰. Pierwotna kolej Rigiviertel rozpoczęła funkcjonowanie 4 kwietnia 1901 i docierała tylko do Germaniastrasse. W 1951 stary wagon drewniany zastąpiono nowym - stalowym. W 1978 trasę przedłużono o 80 metrów i całkowicie przebudowano, wymieniając też tabor na nowocześniejszy. Zmodernizowana kolej, pod nową nazwą Seilbahn Rigiblick, rozpoczęła kursowanie 29 maja 1979. Była pierwszą w pełni automatyczną  koleją linowo-terenową w Szwajcarii i funkcjonowała na zasadzie koncesji. Wagony przemieszczają się z prędkością 5 m/s, czas trwania przejazdu wynosi 122 sekundy (bez postojów na przystankach pośrednich), a jej maksymalna zdolność przewozowa to 630 osób na godzinę (jeden wagon zabiera 30 osób; stary wagon zabierał 8 osób na miejsca siedzące). Operatorem przewozów jest Verkehrsbetriebe Zürich (VBZ).
Kolejne przystanki: Universitätstrasse (484 m n.p.m.), Goldauerstrasse, Hadlaubstrasse, Germaniastrasse, Rigiblick (583 m n.p.m.).